# Julia Escobar Moreno
Julia Escobar Moreno (Madrid, 24 de julio de 1946-Madrid, 9 de diciembre de 2024) fue una escritora, traductora, poetisa y editora española.

## Historia
Julia nació en Madrid (1946). En la capital de España comenzó su formación, primero en el Liceo Francés y posteriormente en la Facultad de Filosofía y Letras, especialidad de Filología Clásica, en la Universidad Complutense de Madrid. Concluida su formación universitaria comenzó su labor profesional, primero en la traducción (principalmente en francés), donde trabajó para organismos internacionales y editoriales y posteriormente —a partir de 1980— colaboró asiduamente en prensa y radio.Entre otras emisoras, fue crítica literaria de la cadena COPE bajo la dirección de Federico Jiménez Losantos.
En la década de los noventa, se dedicó a la poesía, y a la docencia en diversos centros universitarios españoles y extranjeros, impartiendo clases de clases de traducción literaria (desde 1995). También trabajó como editora en Mondadori y en una librería de Madrid.Durante su juventud apoyó al movimiento comunista, derivando finalmente hacia posiciones vitales más centradas.
Entre sus traducciones, destacan entre otros, las realizadas a escritores franceses y lusos: Colette, Julio Verne, Françoise Sagan, Henri Michaux, Francis Ponge, Edmond Jabès, José de Almada Negreiros, António Rosa. Entre sus últimas traducciones se encuentra la monumental biografía de Lenin, escrita por el historiador francés Stéphane Courtois, en la que el autor de El libro negro del comunismo señala la naturaleza criminal del pensamiento y de la obra del filósofo comunista.
Fue estudiosa de Emilia Pardo Bazán,y presidenta de la Asociación Profesional Española de Traductores e Intérpretes (APETI).

## Obras

### Novela
- San Judas 27; La catedral del dolor, Madrid, Ediciones Cinca (2016)
- La asamblea de los muertos, Valencia, Pre-Textos (2000)
- Nadie dijo que fuera fácil. Barcelona, Edhasa (1999)

### Ensayo
- La traducción y la interpretación en español (1998)
- El hombre que sabía demasiado, Madrid, Espasa Calpe (1984). Ensayo sobre George Orwell.

### Poesía
- Tiempo a través, Valencia, Pre-Textos (1994)
- Fluyen permanentes, Valencia,  Pre-Textos (1984). Ganadora del Premio Francisco de Quevedo (1981).

## Premios y distinciones
- Premio Francisco de Quevedo de poesía (1981) del Ayuntamiento de Madrid con Fluyen Permanentes.
- "Chevalier dans l'Ordre des Arts et des lettres" (1999) distinción otorgada por el Ministerio de Cultura de Francia.